# Henry Steel Olcott
Coronel Henry Steel Olcott (Orange, Nova Jersey, Estados Unidos, 2 de agosto de 1832 – Adyar, Madras, Índia, 17 de Fevereiro de 1907), escritor, erudito, teósofo, advogado, jornalista, co-fundador e presidente da Sociedade Teosófica, também conhecido como uma das primeiras personalidades proeminentes do Ocidente a converter-se formalmente ao Budismo.

## Vida
Olcott cresceu na fazenda do seu pai em Nova Jersey. Em 1860, ele casou-se com Mary Epplee Morgam e tiveram três filhos. Olcott trabalhou como editor no jornal New York Tribune, escrevendo artigos sobre diversos assuntos, entre os quais noticiava fatos sobre o movimento espiritualista estadunidense. Ele serviu no exército durante a Guerra de Secessão, onde obteve a sua patente de coronel. Ele também publicou uma genealogia da sua família que traçava uma linha direta entre ele e Thomas Olcott, um dos fundadores da Hartford, capital do estado americano de Connecticut, em 1636.

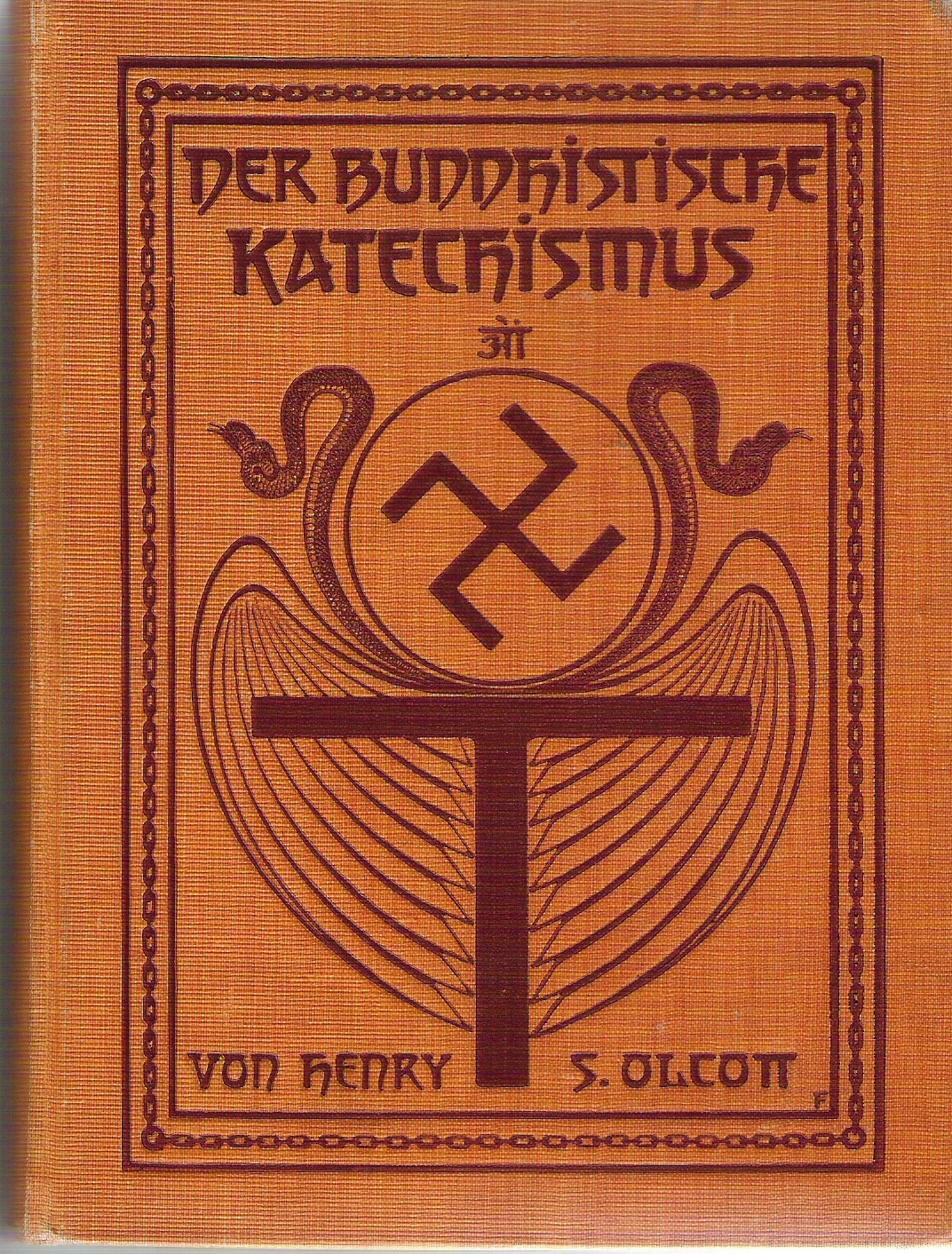
edição alemã do Catecismo Budista, de Henry Steel Olcott

Inicialmente, Olcott era um adepto fervoroso da Doutrina Espírita, movimento espiritualista iniciado pelo pedagogo francês Allan Kardec. Em 1874 enquanto escrevendo uma série de artigos sobre or irmãos Eddy de Chittenden, Vermont ele conheceu  Helena Blavatsky durante uma visita a fazenda Eddy. No início de 1875 Olcott foi solicitado por espiritualistas proeminentes a investigar as acusações de fraude contra os mediuns Jenny e Nelson Holmes, que afirmavam materializar o famoso espírito Katie King (Doyle 1926: volume 1, 269-277).
Em 8 de setembro de 1875, Henry, Helena Blavatsky, William Quan Judge e outros fundaram a Sociedade Teosófica. Em dezembro de 1878 eles mudaram a sede da Sociedade Teosófica para a Índia, e depois a estabeleceram em Adyar, Índia. Blavatsky posteriormente mudou-se para Londres, onde faleceu, e Olcott permaneceu na Índia.
Olcott quando presidente da S.T. construiu várias escolas budistas em Sri Lanka, entre elas, o Colégio Ananda , Colégio Nalanda, Colégio Dharmaraja e o Visakha Vidyalaya. Após a morte de Olcott, a presidência da S.T. foi exercida por Annie Besant.
A Rua Olcott, e uma grande avenida em Colombo, e foi nomeada em homenagem a ele. A estátua dele foi construída em Maradana. Ele ainda é recordado por muitos no Sri Lanka e especialmente pelos estudantes destas escolas.

## Curiosidades
- Olcott iniciou as suas atividades no jornal New York Tribune escrevendo principalmente artigos sobre agronomia.
- Foi convidado por espiritualistas para investigar a acusação de fraude contra os médiuns Jenny e Nelson Holmes, que afirmavam ter materializado o espírito de Katie King.
- Ele também participou de uma comissão, como conselheiro, para a criação da bandeira do movimento budista.
- Sua influência como presidente da Sociedade Teosófica favoreceu um renascimento do Budismo no Sri Lanka que culminou na divulgação desta religião oriental por todo o Ocidente.